# توماس باروسو
توماس باروسو (بالبرتغالية: Tomás Barroso‏) مواليد 2 نوفمبر 1990 في ألبوفيرا، هو لاعب كرة سلة برتغالي. بدأ مسيرته الاحترافية في سنة 2010. يلعب مع نادي بنفيكا كلاعب هجوم خلفي. يحمل الرقم 8. يبلغ طوله 6 قدم 1 بوصة (1.9 م).

## الإنجازات
- الدوري البرتغالي لكرة السلة: 2011–12، 2012–13، 2013–14، 2014–15
- كأس البرتغال لكرة السلة: 2013–14، 2014–15
- كأس الدوري البرتغالي لكرة السلة: 2012–13، 2013–14، 2014–15
- كأس السوبر البرتغالية لكرة السلة: 2012، 2013، 2014

## روابط خارجية
- توماس باروسو على موقع الاتحاد الدولي لكرة السلة (الإنجليزية)
- توماس باروسو على موقع كرة السلة الأوروبية.كوم (الإنجليزية)
- توماس باروسو على موقع ريلجم (الإنجليزية)
- توماس باروسو على موقع بروبوليرز (الإنجليزية)